# Indien i olympiska sommarspelen 2000
Indien deltog i de olympiska sommarspelen 2000 med en trupp bestående av 65 deltagare, 44 män och 21 kvinnor, och de tog totalt en medalj.

## Medaljer

### Brons
- Karnam Malleswari - Tyngdlyftning, 63-69 kg

## Badminton
Herrsingel
- Pullela Gopichand
  1. 64-delsfinal: Bye
  2. 32-delsfinal: Besegrade Vladislav Druzchenko från Ukraina
  3. Sextondelsfinal: Förlorade mot Hendrawan från Indonesien

Damsingel
- Aparna Popat
  1. 32-delsfinal: Förlorade mot Kelly Morgan från Storbritannien

## Boxning
Lätt flugvikt
- Suresh Singh
  1. Omgång 1 – Förlorade mot Kim Ki-Suk från Sydkorea (gick inte vidare)

Bantamvikt
- Dingko Singh
  1. Omgång 1 – Förlorade mot Serhij Daniltjenko från Ukraina (gick inte vidare)

Mellanvikt
- Jitender Kumar
  1. Omgång 1 – Besegrade Donald Orr från Kanada
  2. Omgång 2 – Förlorade mot Adrian Diaconu från Rumänien (gick inte vidare)

Lätt tungvikt
- Gurcharan Singh
  1. Omgång 1 – Besegrade Ki-Soo Choi från Sydkorea
  2. Omgång 2 – Besegrade Danie Venter från Sydafrika
  3. Kvartsfinal – Förlorade mot Andriy Fedchuk från Ukraina (gick inte vidare)

## Friidrott
Herrarnas 400 meter
- Paramjit Singh
  1. Omgång 1 - 46.64 (gick inte vidare)

Herrarnas 4 x 100 meter stafett
- Rajeev Bala Krishnan, C. Thirugnana Durai, Anil Kumar, Raj Singh Ajay
  1. Omgång 1 - (gick inte vidare)
  2. Semifinal - (gick inte vidare)
  3. Final - (:e plats)

Herrarnas 4 x 400 meter stafett
- Lijo David Thottan, P. Ramachandran, Jata Shankar, Paramjit Singh
  1. Omgång 1 - 03:08.38 (gick inte vidare)

Herrarnas kulstötning
- Bahadur Singh Sagoo
  1. Kval - 18.70 (gick inte vidare)
- Shakti Singh
  1. Kval - 18.40 (gick inte vidare)

Herrarnas spjutkastning
- Jagdish Bishnoi
  1. Kval - 70.86 (gick inte vidare)

Herrarnas längdhopp
- Sanjay K. Rai
  1. Kval - NM (gick inte vidare)

Damernas 400 meter
- Beena Mol K. M.
  1. Omgång 1 - 51.51
  2. Omgång 2 - 51.81
  3. Semifinal - 52.04 (gick inte vidare)

Damernas 4 x 100 meter stafett
- Saraswati Dey, Rachita Mistry, Vinita Tripathi, Jayalakshmi V.
  1. Omgång 1 - 45.20 (gick inte vidare)

Damernas 4 x 400 meter stafett
- Mol K. M. Beena, Paramjit Kaur, Rosa Kutty, Jincy Phillip
  1. Omgång 1 - 03:31.46 (gick inte vidare)

Damernas diskuskastning
- Neelam Jaswant Singh
  1. Kval - 55.26 (gick inte vidare)

Damernas spjutkastning
- Gurmeet Kaur
  1. Kval - 52.78 (gick inte vidare)

Damernas sjukamp
- Pramila Gudandda Ganapathy
  1. 100 m häck - 14.22
  2. Höjdhopp - 1.69
  3. Kulstötning - 11.14
  4. 200 m - 24.69
  5. Längdhopp - 5.96
  6. Spjutkastning - 36.02
  7. 800 m - 02:20.86
  8. Poäng - 5548 (24:e plats)
- Soma Biswas
  1. 100 m häck - 14.11
  2. Höjdhopp - 1.63
  3. Kulstötning - 11.69
  4. 200 m - 24.73
  5. Längdhopp - 5.64
  6. Spjutkastning - 39.59
  7. 800 m - 02:22.17
  8. Poäng - 5481 (25:e plats)

## Judo
Damernas halv lättvikt (-52 kg)
- Lourembam Brojeshori Devi

## Landhockey
Herrar
Coach: Vasudevan Baskaran

1. Devesh Chauhan (GK)
2. Dilip Tirkey
3. Lazarus Barla
4. Baljit Singh Saini
5. Thirumal Valavan
6. Ramandeep Singh (c)
7. Mukesh Kumar
8. Mohammed Riaz
9. Dhanraj Pillay
10. Baljit Singh Dhillon
11. Sameer Dad
12. Jude Menezes (GK)
13. Deepak Thakur
14. Gagan Ajit Singh
15. Sukhbir Singh Gill
16. Dinesh Nayak

Gruppspel
| Lag        | Spelade | W | D | L | GF | GA | Poäng |
| ---------- | ------- | - | - | - | -- | -- | ----- |
| Australien | 5       | 3 | 2 | 0 | 12 | 6  | 11    |
| Sydkorea   | 5       | 2 | 2 | 1 | 9  | 7  | 8     |
| Indien     | 5       | 2 | 2 | 1 | 9  | 7  | 8     |
| Argentina  | 5       | 1 | 2 | 2 | 13 | 13 | 5     |
| Polen      | 5       | 1 | 2 | 2 | 12 | 14 | 4     |
| Spanien    | 5       | 0 | 2 | 3 | 7  | 15 | 2     |

## Tennis
Herrsingel
- Leander Paes
  - Första omgången - förlorade 2–6, 4–6 mot  Mikael Tillström (SWE)

Herrdubbel
- Mahesh Bhupathi & Leander Paes
  - Första omgången - besegrade  Andrei Pavel & Gabriel Trifu (ROU) 6–3, 6–4
  - Andra omgången - förlorade 3–6, 6–7 mot  Mark Woodforde & Todd Woodbridge (AUS)

Damdubbel
- Manisha Malhotra & Nirupama Vaidyanathan
  - Första omgången - förlorade 0–6, 0–6 mot  Jelena Dokic & Rennae Stubbs (AUS)